# Pirot (district)
Pour les articles homonymes, voir Pirot (homonymie).
Le district de Pirot (en serbe cyrillique : Пиротски округ ; en serbe latin : Pirotski okrug) est une subdivision administrative de la république de Serbie. Au recensement de 2011, il comptait 92 277 habitants. Le centre administratif du district de Pirot est la ville de Pirot.
Le district est situé au sud-est de la Serbie.

## Municipalités du district de Pirot
| Nom          | Superficie (en km²) | Population 2002 | Population 2011 | Statut       |
| ------------ | ------------------- | --------------- | --------------- | ------------ |
| Babušnica    | 529                 | 15 734          | 12 259          | Municipalité |
| Bela Palanka | 517                 | 14 381          | 12 051          | Municipalité |
| Dimitrovgrad | 483                 | 11 748          | 10 056          | Municipalité |
| Pirot        | 1 232               | 63 791          | 57 911          | Municipalité |
| Total        | 2 761               | 105 654         | 92 277          |              |